# Nagykarácsony
Nagykarácsony is een plaats (község) en gemeente in het Hongaarse comitaat Fejér. Nagykarácsony telt 1551 inwoners (2001).

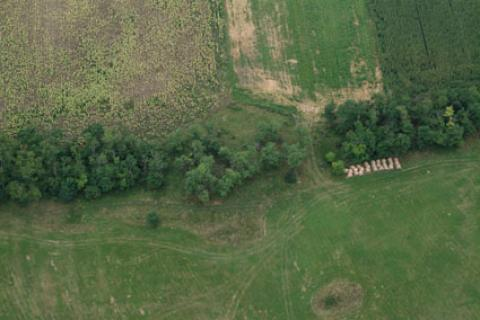
Luchtfoto van Nagykarácsony
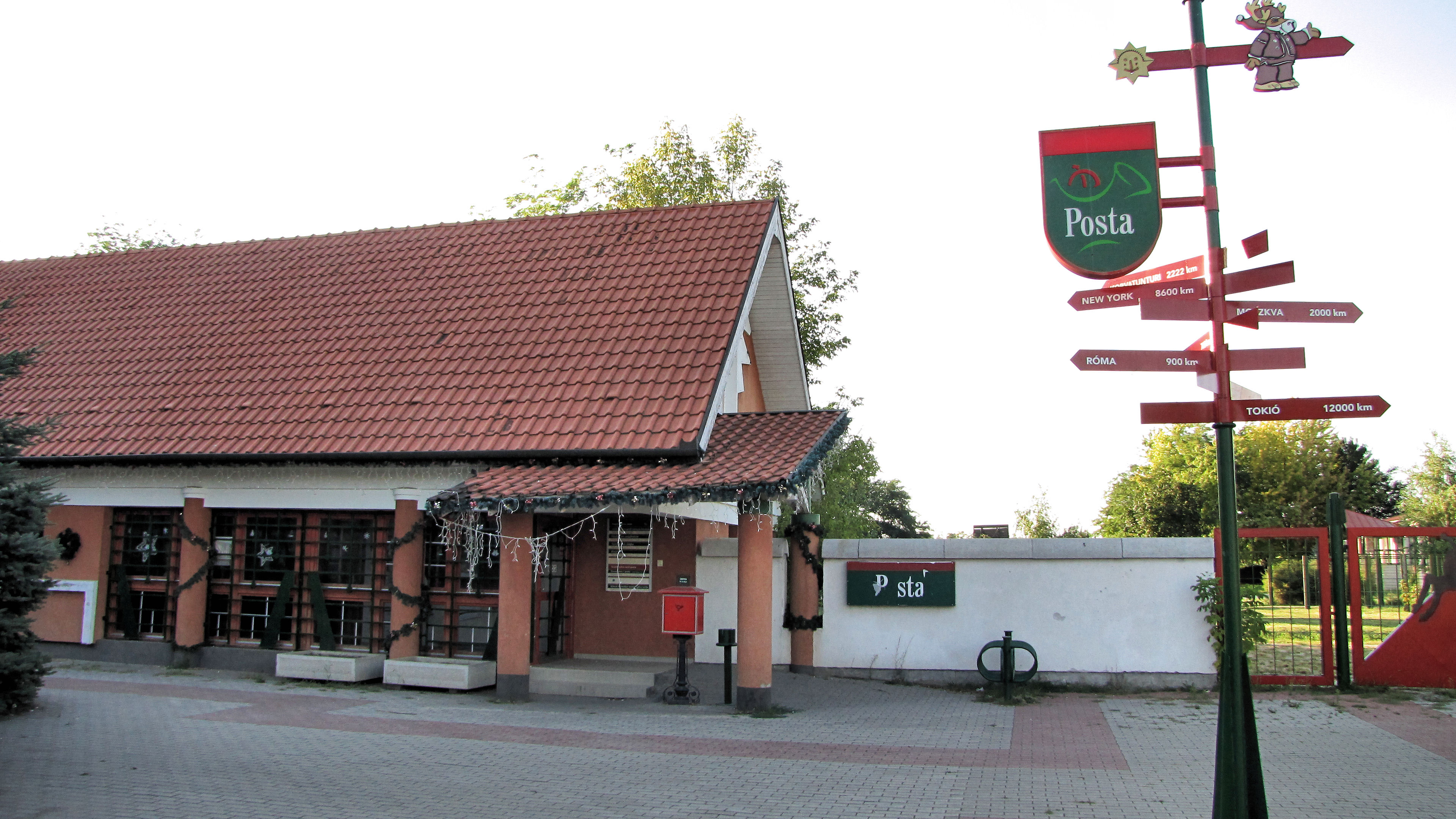
Nagykarácsony